# Coupe du monde de football des moins de 20 ans 2013
Navigation
Colombie 2011 Nouvelle-Zélande 2015
La Coupe du monde de football des moins de 20 ans 2013 est la dix-neuvième édition de la Coupe du monde de football des moins de 20 ans et réunit 24 équipes en Turquie du 21 juin au 13 juillet 2013.
Le pays organisateur a été choisi par le comité exécutif de la Fédération internationale de football association (FIFA) le 3 mars 2011. Tout joueur né à partir du 1er janvier 1993 peut participer à la compétition.
La France s'impose en finale de la compétition face à l'Uruguay. Elle remporte à cette occasion le dernier trophée FIFA manquant à son palmarès. À ce jour, elle devient la seule nation à avoir gagné l'ensemble des compétitions masculines de football à 11 organisées par la FIFA : coupe du monde de football, coupe du monde de football des moins de 20 ans, coupe du monde de football des moins de 17 ans, Coupe des confédérations et tournoi olympique de football.
Trois sélections font leurs débuts en Coupe du monde : Cuba, le Salvador et la Grèce. Si les deux nations d'Amérique centrale ne parviennent pas à dépasser le premier tour, le baptême des Grecs se déroule beaucoup mieux : premiers de leur poule, devant le Paraguay, le Mexique et le Mali, ils ne s'inclinent qu'en huitièmes de finale face à l'Ouzbékistan.
Parmi les absents, on peut citer une nouvelle fois le champion du monde en titre, le Brésil, qui manque en effet à l'appel après avoir raté la qualification par le biais du championnat sud-américain de sa catégorie. L'Argentine, six fois vainqueur, est également absente du tournoi final.

## Villes et stades
| \| Antalya Bursa Kayseri Gaziantep Istanbul Rize Trabzon \| Localisation des stades |
| Antalya Bursa Kayseri Gaziantep Istanbul Rize Trabzon                               |

| Antalya Bursa Kayseri Gaziantep Istanbul Rize Trabzon |

## Qualifications
| Confédération              | Tournoi qualificatif                                       | Qualifié(s)                                      |
| -------------------------- | ---------------------------------------------------------- | ------------------------------------------------ |
| AFC (Asie)                 | Coupe d'Asie - 19 ans 2012                                 | Australie Irak Corée du Sud Ouzbékistan          |
| CAF (Afrique)              | Coupe d'Afrique des nations junior 2013                    | Égypte Ghana Mali Nigeria                        |
| CONCACAF                   | Championnat CONCACAF des moins de 20 ans 2013              | Cuba Salvador Mexique États-Unis                 |
| CONMEBOL (Amérique du Sud) | Championnat des moins de 20 ans de la CONMEBOL 2013        | Colombie Paraguay Uruguay Chili                  |
| OFC (Océanie)              | Championnat d'Océanie de football des moins de 20 ans 2013 | Nouvelle-Zélande                                 |
| UEFA (Europe)              | Championnat d'Europe de football des moins de 19 ans 2012  | Croatie Angleterre France Grèce Portugal Espagne |
|                            | Qualifié d'office en tant que pays hôte                    | Turquie                                          |

## Phase finale

### Phases de poules

#### Groupe A
| Rang | Équipe     | Pts | J | G | N | P | Bp | Bc | Diff |
| ---- | ---------- | --- | - | - | - | - | -- | -- | ---- |
| 1    | Espagne    | 9   | 3 | 3 | 0 | 0 | 7  | 2  | +5   |
| 2    | France     | 4   | 3 | 1 | 1 | 1 | 5  | 4  | +1   |
| 3    | Ghana      | 3   | 3 | 1 | 0 | 2 | 5  | 5  | 0    |
| 4    | États-Unis | 1   | 3 | 0 | 1 | 2 | 3  | 9  | -6   |

#### Groupe B
| Rang | Équipe       | Pts | J | G | N | P | Bp | Bc | Diff |
| ---- | ------------ | --- | - | - | - | - | -- | -- | ---- |
| 1    | Portugal     | 7   | 3 | 2 | 1 | 0 | 10 | 4  | +6   |
| 2    | Nigeria      | 6   | 3 | 2 | 0 | 1 | 6  | 3  | +3   |
| 3    | Corée du Sud | 4   | 3 | 1 | 1 | 1 | 4  | 4  | 0    |
| 4    | Cuba         | 0   | 3 | 0 | 0 | 3 | 1  | 10 | -9   |

#### Groupe C
| Rang | Équipe    | Pts | J | G | N | P | Bp | Bc | Diff |
| ---- | --------- | --- | - | - | - | - | -- | -- | ---- |
| 1    | Colombie  | 7   | 3 | 2 | 1 | 0 | 5  | 1  | +4   |
| 2    | Turquie   | 6   | 3 | 2 | 0 | 1 | 5  | 2  | +3   |
| 3    | Salvador  | 3   | 3 | 1 | 0 | 2 | 2  | 7  | -5   |
| 4    | Australie | 1   | 3 | 0 | 1 | 2 | 3  | 5  | -2   |

#### Groupe D
| Rang  | Équipe   | Pts | J | G | N | P | Bp | Bc | Diff |
| ----- | -------- | --- | - | - | - | - | -- | -- | ---- |
| 1 (*) | Grèce    | 5   | 3 | 1 | 2 | 0 | 3  | 2  | +1   |
| 1 (*) | Paraguay | 5   | 3 | 1 | 2 | 0 | 3  | 2  | +1   |
| 3     | Mexique  | 3   | 3 | 1 | 0 | 2 | 5  | 4  | +1   |
| 4     | Mali     | 2   | 3 | 0 | 2 | 1 | 2  | 5  | -3   |

(*) Pour leur placement dans le tableau des huitièmes de finale, un tirage au sort a été effectué entre la Grèce et le Paraguay tous deux qualifiés pour la suite de la compétition et à égalité parfaite en tête du groupe. Les deux équipes ont en effet le même nombre de points, la même différence de buts, le même nombre de buts marqués, le même nombre de buts encaissés et leur face-à-face s'est achevé sur un match nul.

#### Groupe E
| Rang | Équipe     | Pts | J | G | N | P | Bp | Bc | Diff |
| ---- | ---------- | --- | - | - | - | - | -- | -- | ---- |
| 1    | Irak       | 7   | 3 | 2 | 1 | 0 | 6  | 4  | +2   |
| 2    | Chili      | 4   | 3 | 1 | 1 | 1 | 4  | 4  | 0    |
| 3    | Égypte     | 3   | 3 | 1 | 0 | 2 | 4  | 4  | 0    |
| 4    | Angleterre | 2   | 3 | 0 | 2 | 1 | 3  | 5  | -2   |

#### Groupe F
| Rang | Équipe           | Pts | J | G | N | P | Bp | Bc | Diff |
| ---- | ---------------- | --- | - | - | - | - | -- | -- | ---- |
| 1    | Croatie          | 7   | 3 | 2 | 1 | 0 | 4  | 2  | +2   |
| 2    | Uruguay          | 6   | 3 | 2 | 0 | 1 | 6  | 1  | +5   |
| 3    | Ouzbékistan      | 4   | 3 | 1 | 1 | 1 | 4  | 5  | -1   |
| 4    | Nouvelle-Zélande | 0   | 3 | 0 | 0 | 3 | 1  | 7  | -6   |

#### Classement des troisièmes de groupe
Les quatre meilleurs troisièmes sont repêchés pour compléter le tableau des huitièmes de finale.
| Groupe | Équipe       | J | G | N | P | Bp | Bc | Diff | Pts |
| ------ | ------------ | - | - | - | - | -- | -- | ---- | --- |
| B      | Corée du Sud | 3 | 1 | 1 | 1 | 4  | 4  | 0    | 4   |
| F      | Ouzbékistan  | 3 | 1 | 1 | 1 | 4  | 5  | -1   | 4   |
| D      | Mexique      | 3 | 1 | 0 | 2 | 5  | 4  | +1   | 3   |
| A      | Ghana        | 3 | 1 | 0 | 2 | 5  | 5  | 0    | 3   |
| E      | Égypte       | 3 | 1 | 0 | 2 | 4  | 4  | 0    | 3   |
| C      | Salvador     | 3 | 1 | 0 | 2 | 2  | 7  | -5   | 3   |

### Tableau final
En cas de match nul à la fin du temps réglementaire, une prolongation (ap) de 2 fois 15 minutes est jouée. Si les 2 équipes sont toujours a égalité, une séance de tirs au but (tab) permet de les départager.
|  | Huitièmes de finale   | Huitièmes de finale   |              |                        | Quarts de finale       | Quarts de finale |          |  | Demi-finales       | Demi-finales       |  |  | Finale                | Finale                |
|  | Huitièmes de finale   | Huitièmes de finale   |              |                        | Quarts de finale       | Quarts de finale |          |  | Demi-finales       | Demi-finales       |  |  | Finale                | Finale                |
|  |                       |                       |              |                        |                        |                  |          |  |                    |                    |  |  |                       |                       |
|  | 2 juillet — Gaziantep | 2 juillet — Gaziantep |              |                        | 6 juillet — Rize       | 6 juillet — Rize |          |  | 10 juillet — Bursa | 10 juillet — Bursa |  |  | 13 juillet — Istanbul | 13 juillet — Istanbul |
|  | 2 juillet — Gaziantep | 2 juillet — Gaziantep |              |                        | 6 juillet — Rize       | 6 juillet — Rize |          |  | 10 juillet — Bursa | 10 juillet — Bursa |  |  | 13 juillet — Istanbul | 13 juillet — Istanbul |
|  | France                | 4                     |              |                        | 6 juillet — Rize       | 6 juillet — Rize |          |  | 10 juillet — Bursa | 10 juillet — Bursa |  |  | 13 juillet — Istanbul | 13 juillet — Istanbul |
|  | France                | 4                     |              |                        | 6 juillet — Rize       | 6 juillet — Rize |          |  | 10 juillet — Bursa | 10 juillet — Bursa |  |  | 13 juillet — Istanbul | 13 juillet — Istanbul |
|  | Turquie               | 1                     |              |                        | 6 juillet — Rize       | 6 juillet — Rize |          |  | 10 juillet — Bursa | 10 juillet — Bursa |  |  | 13 juillet — Istanbul | 13 juillet — Istanbul |
|  | Turquie               | 1                     | France       | 4                      |                        |                  |          |  | 10 juillet — Bursa | 10 juillet — Bursa |  |  | 13 juillet — Istanbul | 13 juillet — Istanbul |
|  | 2 juillet — Gaziantep |                       | France       | 4                      |                        |                  |          |  | 10 juillet — Bursa | 10 juillet — Bursa |  |  | 13 juillet — Istanbul | 13 juillet — Istanbul |
|  |                       | Ouzbékistan           | 0            |                        |                        |                  |          |  | 10 juillet — Bursa | 10 juillet — Bursa |  |  | 13 juillet — Istanbul | 13 juillet — Istanbul |
|  | Grèce                 | Ouzbékistan           | 0            | 1                      |                        |                  |          |  | 10 juillet — Bursa | 10 juillet — Bursa |  |  | 13 juillet — Istanbul | 13 juillet — Istanbul |
|  | Grèce                 | 7 juillet — Istanbul  |              | 1                      |                        |                  |          |  | 10 juillet — Bursa | 10 juillet — Bursa |  |  | 13 juillet — Istanbul | 13 juillet — Istanbul |
|  | Ouzbékistan           | 3                     |              |                        |                        |                  |          |  | 10 juillet — Bursa | 10 juillet — Bursa |  |  | 13 juillet — Istanbul | 13 juillet — Istanbul |
|  | Ouzbékistan           | 3                     | France       | 2                      |                        |                  |          |  |                    |                    |  |  | 13 juillet — Istanbul | 13 juillet — Istanbul |
|  | 3 juillet — Kayseri   |                       | France       | 2                      |                        |                  |          |  |                    |                    |  |  | 13 juillet — Istanbul | 13 juillet — Istanbul |
|  |                       | Ghana                 | 1            |                        |                        |                  |          |  |                    |                    |  |  | 13 juillet — Istanbul | 13 juillet — Istanbul |
|  | Portugal              | Ghana                 | 1            | 2                      |                        |                  |          |  |                    |                    |  |  | 13 juillet — Istanbul | 13 juillet — Istanbul |
|  | Portugal              | 10 juillet — Trabzon  |              | 2                      |                        |                  |          |  |                    |                    |  |  | 13 juillet — Istanbul | 13 juillet — Istanbul |
|  | Ghana                 | 3                     |              |                        |                        |                  |          |  |                    |                    |  |  | 13 juillet — Istanbul | 13 juillet — Istanbul |
|  | Ghana                 | 3                     | Ghana        | 4 ap                   |                        |                  |          |  |                    |                    |  |  | 13 juillet — Istanbul | 13 juillet — Istanbul |
|  | 3 juillet — Bursa     |                       | Ghana        | 4 ap                   |                        |                  |          |  |                    |                    |  |  | 13 juillet — Istanbul | 13 juillet — Istanbul |
|  |                       | Chili                 | 3            |                        |                        |                  |          |  |                    |                    |  |  | 13 juillet — Istanbul | 13 juillet — Istanbul |
|  | Croatie               | Chili                 | 3            | 0                      |                        |                  |          |  |                    |                    |  |  | 13 juillet — Istanbul | 13 juillet — Istanbul |
|  | Croatie               | 6 juillet — Bursa     |              | 0                      |                        |                  |          |  |                    |                    |  |  | 13 juillet — Istanbul | 13 juillet — Istanbul |
|  | Chili                 | 2                     |              |                        |                        |                  |          |  |                    |                    |  |  | 13 juillet — Istanbul | 13 juillet — Istanbul |
|  | Chili                 | 2                     | France       | 0ap (4)                |                        |                  |          |  |                    |                    |  |  |                       |                       |
|  | 2 juillet — Istanbul  |                       | France       | 0ap (4)                |                        |                  |          |  |                    |                    |  |  |                       |                       |
|  |                       | Uruguay               | 0 tab(1)     |                        |                        |                  |          |  |                    |                    |  |  |                       |                       |
|  | Espagne               | Uruguay               | 0 tab(1)     | 2                      |                        |                  |          |  |                    |                    |  |  |                       |                       |
|  | Espagne               |                       |              | 2                      |                        |                  |          |  |                    |                    |  |  |                       |                       |
|  | Mexique               | 1                     |              |                        |                        |                  |          |  |                    |                    |  |  |                       |                       |
|  | Mexique               | 1                     | Espagne      | 0                      |                        |                  |          |  |                    |                    |  |  |                       |                       |
|  | 2 juillet — Istanbul  |                       | Espagne      | 0                      |                        |                  |          |  |                    |                    |  |  |                       |                       |
|  |                       | Uruguay               | 1 ap         |                        |                        |                  |          |  |                    |                    |  |  |                       |                       |
|  | Nigeria               | Uruguay               | 1 ap         | 1                      |                        |                  |          |  |                    |                    |  |  |                       |                       |
|  | Nigeria               | 7 juillet — Kayseri   |              | 1                      |                        |                  |          |  |                    |                    |  |  |                       |                       |
|  | Uruguay               | 2                     |              |                        |                        |                  |          |  |                    |                    |  |  |                       |                       |
|  | Uruguay               | 2                     | Uruguay      | 1ap (7)                |                        |                  |          |  |                    |                    |  |  |                       |                       |
|  | 3 juillet — Trabzon   |                       | Uruguay      | 1ap (7)                |                        |                  |          |  |                    |                    |  |  |                       |                       |
|  |                       | Irak                  | 1 tab(6)     |                        |                        |                  |          |  |                    |                    |  |  |                       |                       |
|  | Colombie              | Irak                  | 1 tab(6)     | 1ap (7)                |                        |                  |          |  |                    |                    |  |  |                       |                       |
|  | Colombie              |                       |              | 1ap (7)                |                        |                  |          |  |                    |                    |  |  |                       |                       |
|  | Corée du Sud          | 1 tab(8)              |              | Match pour la 3e place | Match pour la 3e place |                  |          |  |                    |                    |  |  |                       |                       |
|  | Corée du Sud          | 1 tab(8)              | Corée du Sud | Match pour la 3e place | Match pour la 3e place | 3ap (4)          |          |  |                    |                    |  |  |                       |                       |
|  | 3 juillet — Antalya   | 3 juillet — Antalya   | Corée du Sud | 13 juillet — Istanbul  | 13 juillet — Istanbul  | 3ap (4)          |          |  |                    |                    |  |  |                       |                       |
|  | 3 juillet — Antalya   | 3 juillet — Antalya   |              | 13 juillet — Istanbul  | 13 juillet — Istanbul  | Irak             | 3 tab(5) |  |                    |                    |  |  |                       |                       |
|  | Irak                  | 1 ap                  | Ghana        | 3                      |                        | Irak             | 3 tab(5) |  |                    |                    |  |  |                       |                       |
|  | Irak                  | 1 ap                  | Ghana        | 3                      |                        |                  |          |  |                    |                    |  |  |                       |                       |
|  | Paraguay              | 0                     |              | Irak                   | 0                      |                  |          |  |                    |                    |  |  |                       |                       |
|  | Paraguay              | 0                     |              | Irak                   | 0                      |                  |          |  |                    |                    |  |  |                       |                       |

### Huitièmes de finale
| 2 juillet 2013 | Espagne              | 2 - 1   | Mexique     | Türk Telekom Arena, Istanbul                    |                                                 |
| 18:00 UTC+3    | Derik 74e · Jesé 90e | (0 - 1) | 2e González | Spectateurs : 7 211 Arbitrage : Alireza Faghani | Spectateurs : 7 211 Arbitrage : Alireza Faghani |
| 18:00 UTC+3    | Rapport              |         |             | Spectateurs : 7 211 Arbitrage : Alireza Faghani | Spectateurs : 7 211 Arbitrage : Alireza Faghani |

| 2 juillet 2013 | Grèce                                 | 1 - 3   | Ouzbékistan                                                                 | Stade Kamil Ocak, Gaziantep                             |                                                         |
| 18:00 UTC+3    | Stafylídis 33e (pen.) · Kourbélis 60e | (1 - 1) | 27e Makhstaliev · 62e (pen.) Sergeev · 83e (pen.) Rakhmanov · 86e Yuldashov | Spectateurs : 14 800 Arbitrage : Désiré Doué Noumandiez | Spectateurs : 14 800 Arbitrage : Désiré Doué Noumandiez |
| 18:00 UTC+3    | Rapport                               |         |                                                                             | Spectateurs : 14 800 Arbitrage : Désiré Doué Noumandiez | Spectateurs : 14 800 Arbitrage : Désiré Doué Noumandiez |

| 2 juillet 2013 | Nigeria                | 1 - 2   | Uruguay              | Türk Telekom Arena, Istanbul                  |                                               |
| 21:00 UTC+3    | Shehu 41e · Kayode 69e | (0 - 0) | 65e 84e (pen.) López | Spectateurs : 7 211 Arbitrage : Milorad Mažić | Spectateurs : 7 211 Arbitrage : Milorad Mažić |
| 21:00 UTC+3    | Rapport                |         |                      | Spectateurs : 7 211 Arbitrage : Milorad Mažić | Spectateurs : 7 211 Arbitrage : Milorad Mažić |

| 2 juillet 2013 | France                                                   | 4 - 1   | Turquie   | Stade Kamil Ocak, Gaziantep                               |                                                           |
| 21:00 UTC+3    | Kondogbia 18e · Bahebeck 34e · Sanogo 68e · Veretout 74e | (2 - 0) | 77e Bakış | Spectateurs : 14 800 Arbitrage : Alberto Undiano Mallenco | Spectateurs : 14 800 Arbitrage : Alberto Undiano Mallenco |
| 21:00 UTC+3    | Rapport                                                  |         |           | Spectateurs : 14 800 Arbitrage : Alberto Undiano Mallenco | Spectateurs : 14 800 Arbitrage : Alberto Undiano Mallenco |

| 3 juillet 2013 | Portugal              | 2 - 3   | Ghana                              | Stade Kadir Has, Kayseri                    |                                             |
| 18:00 UTC+3    | Ferreira 71e · Ié 73e | (0 - 1) | 19e Ashia · 79e Anaba · 85e Boakye | Spectateurs : 4 977 Arbitrage : Carlos Vera | Spectateurs : 4 977 Arbitrage : Carlos Vera |
| 18:00 UTC+3    | Rapport               |         |                                    | Spectateurs : 4 977 Arbitrage : Carlos Vera | Spectateurs : 4 977 Arbitrage : Carlos Vera |

| 3 juillet 2013 | Croatie | 0 - 2   | Chili                              | Stade Bursa Atatürk, Bursa                   |                                              |
| 18:00 UTC+3    |         | (0 - 0) | 81e Castillo · 85e (csc) Šimunović | Spectateurs : 2 329 Arbitrage : Walter López | Spectateurs : 2 329 Arbitrage : Walter López |
| 18:00 UTC+3    | Rapport |         |                                    | Spectateurs : 2 329 Arbitrage : Walter López | Spectateurs : 2 329 Arbitrage : Walter López |

| 3 juillet 2013 | Colombie                                                                        | 1 - 1 a. p.           | Corée du Sud | Stade Hüseyin-Avni-Aker, Trabzon              |                                               |
| 21:00 UTC+3    | Quintero 90+4e                                                                  | (0 - 1, 1 - 1, 1 - 1) | 16e Song Joo-hoon | Spectateurs : 2 362 Arbitrage : Damir Skomina | Spectateurs : 2 362 Arbitrage : Damir Skomina |
| 21:00 UTC+3    | Rapport                                                                         |                       | | Spectateurs : 2 362 Arbitrage : Damir Skomina | Spectateurs : 2 362 Arbitrage : Damir Skomina |
| 21:00 UTC+3    | Quintero · Bonilla · Aguilar · Borja · Pérez · Perea · Mena · Vergara · Balanta | Tirs au but 7 - 8     | Woo Joo-sung · Song Joo-hoon · Kim Sun-woo · Shim Sang-min · Yeon Je-min · Kang Sang-woo · Han Sung-gyu · Jo Suk-jae · Lee Gwang-hoon | Spectateurs : 2 362 Arbitrage : Damir Skomina | Spectateurs : 2 362 Arbitrage : Damir Skomina |

| 3 juillet 2013 | Irak       | 1 - 0 a. p.           | Paraguay             | Stade de l'université Akdeniz, Antalya         |                                                |
| 21:00 UTC+3    | Shakor 94e | (0 - 0, 0 - 0, 1 - 0) | 80e Antonio Sanabria | Spectateurs : 2 983 Arbitrage : Roberto Moreno | Spectateurs : 2 983 Arbitrage : Roberto Moreno |
| 21:00 UTC+3    | Rapport    |                       |                      | Spectateurs : 2 983 Arbitrage : Roberto Moreno | Spectateurs : 2 983 Arbitrage : Roberto Moreno |

### Quarts de finale
| 6 juillet 2013 | France                                                         | 4 - 0   | Ouzbékistan                  | Yeni Rize Şehir, Rize                        |                                              |
| 18:00 UTC+3    | Sanogo 31e · Pogba 35e (pen.) · Thauvin 43e (pen.) · Zouma 64e | (3 - 0) | , 68e Tohirjon Shamshitdinov | Spectateurs : 2 057 Arbitrage : Sandro Ricci | Spectateurs : 2 057 Arbitrage : Sandro Ricci |
| 18:00 UTC+3    | Rapport                                                        |         |                              | Spectateurs : 2 057 Arbitrage : Sandro Ricci | Spectateurs : 2 057 Arbitrage : Sandro Ricci |

| 6 juillet 2013 | Uruguay       | 1 - 0 a. p.           | Espagne | Stade Bursa Atatürk, Bursa                     |                                                |
| 21:00 UTC+3    | Avenatti 103e | (0 - 0, 0 - 0, 1 - 0) |         | Spectateurs : 7 035 Arbitrage : Roberto García | Spectateurs : 7 035 Arbitrage : Roberto García |
| 21:00 UTC+3    | Rapport       |                       |         | Spectateurs : 7 035 Arbitrage : Roberto García | Spectateurs : 7 035 Arbitrage : Roberto García |

| 7 juillet 2013 | Irak                                            | 3 - 3 a. p.           | Corée du Sud                                                                             | Stade Kadir Has, Kayseri                     |                                              |
| 18:00 UTC+3    | Faez 21e (pen.) · Shakor 42e 118e               | (2 - 1, 2 - 2, 2 - 2) | 25e Kwon Chang-hoon · 50e Lee Gwang-hoon · 120+2e Jung Hyun-cheol                        | Spectateurs : 5 810 Arbitrage : Ben Williams | Spectateurs : 5 810 Arbitrage : Ben Williams |
| 18:00 UTC+3    | Rapport                                         |                       |                                                                                          | Spectateurs : 5 810 Arbitrage : Ben Williams | Spectateurs : 5 810 Arbitrage : Ben Williams |
| 18:00 UTC+3    | Faez · Ismail · Rubat · Shwkan · Adnan · Shakor | Tirs au but 5 - 4     | Kim Sun-woo · Yeon Je-min · Han Sung-gyu · Shim Sang-min · Woo Joo-sung · Lee Gwang-hoon | Spectateurs : 5 810 Arbitrage : Ben Williams | Spectateurs : 5 810 Arbitrage : Ben Williams |

| 7 juillet 2013 | Ghana                                         | 4 - 3 a. p.           | Chili                            | Türk Telekom Arena, Istanbul                   |                                                |
| 21:00 UTC+3    | Odjer 11e · Assifuah 72e · Salifu 113e 120+1e | (1 - 2, 2 - 2, 2 - 3) | 23e Castillo · 27e 98e Henríquez | Spectateurs : 6 632 Arbitrage : Nicola Rizzoli | Spectateurs : 6 632 Arbitrage : Nicola Rizzoli |
| 21:00 UTC+3    | Rapport                                       |                       |                                  | Spectateurs : 6 632 Arbitrage : Nicola Rizzoli | Spectateurs : 6 632 Arbitrage : Nicola Rizzoli |

### Demi-finales
| 10 juillet 2013 | France          | 2 - 1   | Ghana        | Stade Bursa Atatürk, Bursa                      |                                                 |
| 18:00 UTC+3     | Thauvin 43e 74e | (1 - 0) | Assifuah 47e | Spectateurs : 6 314 Arbitrage : Nawaf Shukralla | Spectateurs : 6 314 Arbitrage : Nawaf Shukralla |
| 18:00 UTC+3     | Rapport         |         |              | Spectateurs : 6 314 Arbitrage : Nawaf Shukralla | Spectateurs : 6 314 Arbitrage : Nawaf Shukralla |

| 10 juillet 2013 | Irak                                                                 | 1 - 1 a. p.           | Uruguay                                                               | Stade Hüseyin-Avni-Aker, Trabzon               |                                                |
| 21:00 UTC+3     | Adnan 34e                                                            | (1 - 0, 1 - 1, 1 - 1) | Bueno 87e                                                             | Spectateurs : 3 188 Arbitrage : Jonas Eriksson | Spectateurs : 3 188 Arbitrage : Jonas Eriksson |
| 21:00 UTC+3     | Rapport                                                              |                       |                                                                       | Spectateurs : 3 188 Arbitrage : Jonas Eriksson | Spectateurs : 3 188 Arbitrage : Jonas Eriksson |
| 21:00 UTC+3     | Faez · Shwkan · Ehab · Humam · Adnan · Abdul-Raheem · Kamil · Salman | Tirs au but 6 – 7     | Rodríguez · País · Avenatti · Bueno · López · Rolán · Giménez · Silva | Spectateurs : 3 188 Arbitrage : Jonas Eriksson | Spectateurs : 3 188 Arbitrage : Jonas Eriksson |

### Match pour la troisième place
| 13 juillet 2013 | Ghana                                         | 3 - 0   | Irak | Türk Telekom Arena, Istanbul                  |                                               |
| 18:00 UTC+3     | Attamah 35e · Assifuah 45+1e · Acheampong 78e | (2 - 0) |      | Spectateurs : 20 601 Arbitrage : Sandro Ricci | Spectateurs : 20 601 Arbitrage : Sandro Ricci |
| 18:00 UTC+3     | Rapport                                       |         |      | Spectateurs : 20 601 Arbitrage : Sandro Ricci | Spectateurs : 20 601 Arbitrage : Sandro Ricci |

### Finale
| ·                |                          |          |
| Titulaires :     |                          |          |
|                  |                          |          |
| 1                | Alphonse Areola          |          |
| 2                | Dimitri Foulquier        |          |
| 4                | Kurt Zouma               |          |
| 12               | Lucas Digne              | 115e     |
| 14               | Mouhamadou-Naby Sarr     |          |
| 6                | Paul Pogba               |          |
| 8                | Geoffrey Kondogbia       |          |
| 17               | Jordan Veretout          |          |
| 20               | Florian Thauvin          |          |
| 9                | Yaya Sanogo              |          |
| 11               | Jean-Christophe Bahebeck | 65e      |
|                  |                          |          |
| Remplaçants :    |                          |          |
| 15               | Alexy Bosetti            | 65e 112e |
| 10               | Axel Ngando              | 112e     |
| 3                | Pierre-Yves Polomat      | 115e     |
|                  |                          |          |
| Sélectionneur :  |                          |          |
| Pierre Mankowski |                          |          |

| ·               |                        |      |
| Titulaires :    |                        |      |
|                 |                        |      |
| 12              | Guillermo de Amores    |      |
| 2               | Emiliano Velázquez     |      |
| 3               | Gastón Silva           |      |
| 17              | Gianni Rodríguez       | 100e |
| 19              | José Giménez           | 84e  |
| 7               | Leonardo País          |      |
| 8               | Sebastián Cristóforo   |      |
| 13              | Diego Laxalt           | 71e  |
| 15              | Federico Acevedo       |      |
| 11              | Nicolás López          |      |
| 20              | Felipe Avenatti        |      |
|                 |                        |      |
| Remplaçants :   |                        |      |
| 10              | Giorgian De Arrascaeta | 71e  |
| 20              | Guillermo Varela       | 84e  |
| 18              | Lucas Olaza            | 100e |
|                 |                        |      |
| Sélectionneur : |                        |      |
| Juan Verzeri    |                        |      |

| ·                |                          |          |
| Titulaires :     |                          |          |
|                  |                          |          |
| 1                | Alphonse Areola          |          |
| 2                | Dimitri Foulquier        |          |
| 4                | Kurt Zouma               |          |
| 12               | Lucas Digne              | 115e     |
| 14               | Mouhamadou-Naby Sarr     |          |
| 6                | Paul Pogba               |          |
| 8                | Geoffrey Kondogbia       |          |
| 17               | Jordan Veretout          |          |
| 20               | Florian Thauvin          |          |
| 9                | Yaya Sanogo              |          |
| 11               | Jean-Christophe Bahebeck | 65e      |
|                  |                          |          |
| Remplaçants :    |                          |          |
| 15               | Alexy Bosetti            | 65e 112e |
| 10               | Axel Ngando              | 112e     |
| 3                | Pierre-Yves Polomat      | 115e     |
|                  |                          |          |
| Sélectionneur :  |                          |          |
| Pierre Mankowski |                          |          |

| ·               |                        |      |
| Titulaires :    |                        |      |
|                 |                        |      |
| 12              | Guillermo de Amores    |      |
| 2               | Emiliano Velázquez     |      |
| 3               | Gastón Silva           |      |
| 17              | Gianni Rodríguez       | 100e |
| 19              | José Giménez           | 84e  |
| 7               | Leonardo País          |      |
| 8               | Sebastián Cristóforo   |      |
| 13              | Diego Laxalt           | 71e  |
| 15              | Federico Acevedo       |      |
| 11              | Nicolás López          |      |
| 20              | Felipe Avenatti        |      |
|                 |                        |      |
| Remplaçants :   |                        |      |
| 10              | Giorgian De Arrascaeta | 71e  |
| 20              | Guillermo Varela       | 84e  |
| 18              | Lucas Olaza            | 100e |
|                 |                        |      |
| Sélectionneur : |                        |      |
| Juan Verzeri    |                        |      |

| Arbitre assistant: Jose Luis Camargo Alberto Morin Quatrième arbitre Désiré Doué Noumandiez |

| Coupe du monde de football des moins de 20 ans 2013 France 1er titre |

### Statistiques

#### Classement des buteurs
6 buts
- Ebenezer Assifuah

5 buts
- Bruma
- Jesé

4 buts
- Nicolás López
- Yaya Sanogo
- Nicolas Castillo

3 buts
- Juan Quintero
- Florian Thauvin
- Farhan Shukor
- Abdul Ajagun
- Aladje

2 buts
- Ahmed Hassan Mahgoub
- Ante Rebić
- Kwon Chang-hoon
- Song Joo-Hoon
- Ryu Seung-woo
- Jhon Córdoba
- Gerard Deulofeu
- Jean-Christophe Bahebeck
- Geoffrey Kondogbia
- Frank Acheampong
- Kennedy Ashia
- Richmond Boakye
- Ali Faez
- Olarenwaju Kayode
- Aminu Umar
- Cenk Şahin
- Abbosbek Makhstaliev
- Giorgian De Arrascaeta

### Récompenses
| Ballon d'or               | Ballon d'argent           | Ballon de bronze        |
| ------------------------- | ------------------------- | ----------------------- |
| Paul Pogba                | Nicolás López             | Clifford Aboagye        |
| Soulier d'or              | Soulier d'argent          | Soulier de bronze       |
| Ebenezer Assifuah         | Bruma                     | Jesé                    |
| 6 buts 0 passes décisives | 5 buts 2 passes décisives | 5 buts 1 passe décisive |
| Gant d'or                 |                           |                         |
| Guillermo de Amores       |                           |                         |
| Prix du Fair-play         |                           |                         |
| Espagne                   |                           |                         |

Source : « Pogba, Assifuah, De Amores : de l'or plein les poches », sur fr.fifa.com, 13 juillet 2013